# Halálsorompó
A köznyelvben elterjedt halálsorompó kifejezés a Budapestre érkező vasúti fővonalak közúti átjáróit takarta nagyjából az 1970-es évek kezdetéig. A kifejezésnek több olvasata is létezik. Ezek közül az egyik az, hogy az átjáróknál veszteglő városi közlekedők úgy érezték: haláluk órája is előbb érkezik el, mint a sorompók nyitásának perce, életük percei pedig értelmetlenül peregnek a vonat áthaladására való várakozás közben. A másik magyarázat a halálsorompóknál történt számos balesetre utal; a várakozást megelégelő gyalogosok a sorompót megkerülve a sínekre léptek, ott pedig az érkező vonat elgázolta őket. A köznyelv halálsorompóként leginkább a Thököly úton lévő átjárót ismerte. A halálsorompók számára adott becslések nagyon eltérőek, Bródy Ernő képviselő 1927-ben 11 halálsorompót említett. A legtöbb fennakadást okozó sorompók mindegyike a Nyugati pályaudvar vonalcsoportjához tartozott, a legkritikusabb helyzet a Budapest–Záhony-vasútvonalon alakult ki. A legveszélyesebb átjárók nagy többségét a MÁV és az állam 1940 és 1970 között különböző megoldásokkal kiváltotta.

## A sorompók jelentette problémák
A halálsorompók jelentős hátráltató tényezői voltak a városon belüli közlekedésnek, ezzel együtt a város fejlődésének. Az ilyen sorompóknál a várakozási idő miatt rendszerint elvágták a városi tömegközlekedés járatait, például a Thököly úton közlekedő buszokat. A sorompóknál feltorlódó kocsik és gépjárművek megbénították a környék forgalmát is. A legkritikusabb helynek számító Zugló felé a sorompók naponta 7,5 óra hosszan voltak zárva, jellemzően a legforgalmasabb nappali időszakban. A kevésbé súlyos helyzetet teremtő sorompók is átlagosan 3 óra hosszán át voltak zárva. Az átjárók léte a vasút oldaláról nézve is kedvezőtlen volt. Az átjárók üzemeltetése (pl. kezelőszemélyzet) pénzbe került, a gyakran előforduló balesetek pedig késéseket, forgalmi fennakadásokat, ezáltal további költségnövekedést okoztak.
Az urbanizáció térbeli kiterjedésével és a vasúti forgalom növekvésével a helyzet egyre nyomasztóbbá vált. 1910 októberében egy omnibuszt elgázolt a vonat a Hungária útnál, valamennyi utas életét vesztette. Általánossá nézet lett sok más hasonló baleset miatt, hogy a halálsorompók körüli közlekedési helyzet kritikus.
A helyzet rendezésére három megoldás merült fel. A főváros leginkább a nagy budapesti pályaudvarok megszüntetését és kitelepítését kívánta elérni, minimális célkitűzése pedig az volt, hogy legalább a Budapest–Záhony-vasútvonal kiszorítják a városból és a Körvasút vonalára helyeztetik át. A főváros által preferált megoldás azonban értelmetlenné tette volna az országos vasúti hálózatot, megnehezítette volna Budapest közellátását, a főváros és a vidék kapcsolattartását, illetve honvédelmi érdekeket is sértett. (Ezen felül a pályaudvarok kihelyezésének költsége meghaladta volna a 100 millió pengőt, ami rendkívüli összegnek számított.)
A második megoldás a vasút és a közút külön szintre költöztetése volt. A változtatás lényege, hogy felül- és aluljárók építésével váltják ki a sorompókat, így szüntetve meg a torlódásokat. A vasúti pályaszint lesüllyesztése számos nehézséget okozott volna, például a gőzmozdonyok füstje az utcaszinten kezdett volna terjengeni. A felszín alá süllyesztéshez ráadásul át kellett volna építeni a csatorna- és vízhálózatot is, így a felszín alatti vagy bevágásban vezetett vasút megépítése nagyon jelentős költségekkel járt volna. A MÁV és a kormányzat a vasútvonalak felemelését és alattuk aluljárók létesítését támogatta. A budapesti adminisztráció minden elképzelhető fórumon tiltakozott a vasútvonalak pályaszintjének megemelése ellen. Az 1929-es területbejárás után a város még évekig kísérletezett a felemelési terv megtorpedózásával, a munkálatok megkezdéséig folyamatosan lobbizott a vasút városban maradása ellen. A főváros azonban úgy kívánta a saját elképzelései szerinti beruházást kiharcolni, hogy a költségeket viselni nem kívánta, miközben a Budapest környéki vasúthálózat átszervezésének horribilis költségei a MÁV és az állam erőforrásait is jócskán meghaladták.
A sértett fővárosi önkormányzat a háború végéig semmiféle pénzügyi támogatással nem járult hozzá a vasúti beruházáshoz.

## A ceglédi vasútvonal megemelése
A halálsorompó-felszámolási program építkezései 1939. április 1-jén kezdődtek meg, miután a kormány határozatot fogadott el a ceglédi vasútvonal pályaszintjének emeléséről. Az építkezést több fázisra tervezték, elsőként a ceglédi vonal és a Kőbányai út szintbeni elkülönítését akarták megoldani a vasúti pálya magas vonalvezetésével. Az első építési fázisban a Kőér utcai átjárótól kezdve a vasutat egy fokozatosan emelkedő töltésre vezették. A vasúti pálya két acélszerkezetű híddal keresztezte a Kőbányai utat, majd észak felé haladva a töltés egy természetes magaslatra futott fel, így fokozatosan eltűnt. A töltéshez szükséges földet és építőanyagot a forgalom fenntartása mellett kellett a helyszínre vinni, ezért a helyszínen ideiglenesen átépítették a pályát. A vasúti terület középvonalában jelölték ki az új töltés helyét, a terület szélén pedig rakodóvágányokat és a vasúti forgalmat ideiglenesen átvezető átmenő vágányokat építettek. A beruházást a MÁV 2,2 millió pengővel, a kormány pedig a Közmunkák Tanácsa révén 600 000 pengővel támogatta. Elsőként, 1941. január 31-én a Kőbányai úti felüljáró készült el. A Kőbányai úti létesítményt Varga József közlekedési miniszter adta át, nyitóbeszéde után a sorompókat jelképesen leszerelték. A kereszteződés átépítése során megszűnt Kőbánya-Alsó pályaudvar, pótlására a Kőbányai út fölött nyílt meg Kőbánya alsó megállóhely, amelynek a korszakban modernnek számító felvételi épületét 1944-ben adták át. Nem sokkal később, 1941 nyarán készült el a Kerepesi úti felüljáró, amelyet Horthy István MÁV-vezérigazgató és Álgyai Pál államtitkár adott át 1941. augusztus 5-én.
A zuglói szakasz átépítését 1940. május 1-jén kezdték meg az ideiglenes vágányok lefektetésével. Ekkor szűnt meg az Egressy úti és a Besenyői úti halálsorompó. Az Egressy úti és Mogyoródi úti vasúti hidak elkészültét 1943-ban jelentette be a Fővárosi Közmunkák Tanácsa. A Thököly út környezetében a töltés egy kisebb szakaszát is elkezdték megépíteni, azonban a sorompófelszámolási program Magyarországnak a második világháborúban való fokozódó részvétele miatt lényegében leállt. A félkész földművet Budapest 1944-'45-ös ostroma idején megrongálták, nagy részét elhordták védvonalak építéséhez. A sorompófelszámolási program folytatására csak a háború vége után került sor.
A beruházás ceglédi vasútvonalat érintő részének gyors befejezéséről 1948 elején hozott döntést a kormányzat. Az építkezés az általános építőanyaghiány ellenére igen gyorsan haladt. Az építkezés során több helyen is felnyitották a töltést és ott közúti aluljárókat építettek be, hogy Zugló lakóterületeinek kapcsolata a városközponttal akadálytalan legyen. A háború után épített töltés Zuglótól délre kezdődik és a Mexikói út környezetében lévő természetes magaslatra ereszkedvén tűnik el. A töltés építése feszített munkarend szerint, jórészt munkaverseny keretében zajlott. A töltésbe a salakanyag mellett a háború során romba dőlt budapesti épületek anyagából is jócskán jutott. A rohamtempóban folyó munka eredményeként a vasútvonal 45 nappal a kitűzött határidő előtt készült el. A töltésre épített vasút 1948. június 18-án nyílt meg  az újonnan épített Zugló (akkor Rákosváros) megállóhellyel együtt. Az első vonat este fél hat előtt pár perccel az összegyűlt tömeg ovációjától kísérve haladt át a Thököly út fölött, majd Gerő Ernő megnyitóbeszédét követően az építkezésen dolgozó munkások jelképesen ledöntötték a sorompót.

## Építkezések Angyalföld környékén
A ceglédi vonaltól kissé távolabb fekvő Angyalföld és Újpest közötti átkelők kevésbé foglalkoztatták a közvéleményt. A két kerület határán elterülő Angyalföld vasútállomás bár nem fővonali, ám az 1950-es években igen jelentős teherforgalmat is bonyolított, így állomás két végén (Újpalotai út és Szent László út) rendszerint a tolató tehervonatok miatt zárt sorompó fogadta az arra közlekedőket. Az állomás középvonalába befutó Béke utca 1896 óta egy aluljáróval keresztezte a Budapest–Esztergom-vasútvonal állomását, ám a szűk aluljárót csak a villamosok használhatták. 1954-ben a villamos aluljáró kibővítésével a korszak legnagyobb magyarországi aluljáróját kezdték felépíteni. A közúti aluljáró teljesen 1957-re készült el. Az általa kiváltott két sorompó megmaradt ugyan, ám a tovább növekvő vasúti teherforgalom a városrészek közötti közlekedést már nem akadályozta, a közlekedők hamar megtanulták, hogy az aluljárón át megkerülhetik a lezárt sorompókat.
Az 1960-as évek második felében rendeződött a Városliget körüli (a Hungária körgyűrű kettős és a Kacsóh Pongrác úti) sorompók helyzete. Bár korábban a Hungária körút esetében is a vasútvonal felemelését tervezték, végül itt két közúti felüljáró építésére került sor, amely a Budapest–Szob-vasútvonal és a Budapest–Záhony-vasútvonal fölött is átível. A Hungária körúti felüljáró építése 1967-ben kezdődött. A felüljáró építése során az útátjáró helyét teljesen igénybe vették, így a terelőutak kijelölésével a Róbert Károly körúti és a Hungária körút közötti kettős sorompót 1967 nyarán szüntették meg. Az irányonként két sávos felüljáró 1969-ben készült el. (Kiszélesítése irányonként három sávosra, középen a Kacsóh Pongrác útig hosszabbított 1-es villamos pályájával 1987-ben történt meg.) Mellette a szintbeli útátjárót nem számolták fel teljesen. A felüljáró alatt a vasúti delta által közrezárt terület megközelítésére egy szakasza megmaradt. Ennek a városi forgalomban betöltött szerepe azonban jelentéktelen. Ezzel párhuzamosan az M3-as autópálya fővárosi bevezető szakaszának torkolata a Hungária körút torkolatában 1980–1982 között épült. A kiszélesített Kacsóh Pongrác út elején 1970-ben épült régi, irányonként egy sávos mellé ekkor épült a két szélső, irányonként két sávos felüljáró, amely egyben a Budapest–Záhony-vasútvonal vasútvonalat is áthidalja a Városligeti elágazás fölött. 1978-1980 között épült meg az autópálya bevezető XIV. kerületi szakaszának északi végén a Körvasutat felülről keresztező, irányonként három sávos, 400 méter hosszú felüljáró.

## Megmaradt átjárók
Az egykori halálsorompók közül ma már csak négy létezik. A még létező átjárók környezetében azonban az alternatív útvonalak jelentek meg (pl. Angyalföldön), így a lezárt sorompó gyorsan kikerülhetővé vált. Jelentősen fejlődött a vasúti forgalomtechnika is, a modern biztosítóberendezéseknek köszönhetően ma már nem kell hosszú percekkel a vonat áthaladása előtt lezárni a sorompókat, így a lezárt periódusok jelentősen lerövidültek. A budapesti ipar hanyatlása magával vonta a vasúti szállítás visszaesését, ezért a sorompóknál a korábbinál jóval kevesebb tolató vonattal találkozik a városban közlekedő. A még meglévő útátjárók közül a Rákosrendező vasútállomás melletti Szegedi úti átkelő továbbra is Budapest közlekedésének egyik kritikus pontja. A hosszú zárva tartás miatt rendszeresek az átkelővel kapcsolatos panaszok, emiatt a Főváros azt tervezi, hogy felüljáróval váltja ki a kereszteződést. A Gyömrői út végén elhelyezkedő Kőér utcai átjáró nem is igazán a forgalom nagysága, hanem balesetveszélyes mivolta miatt jelent megoldandó problémát.
A halálsorompók megszüntetése jelentős hatást gyakorolt Budapest fejlődésére. A könnyebbé vált kapcsolattartás révén gyors növekedésnek indultak a vasúton túli területeken fekvő kertvárosok, csökkent a vasúti gázolások száma. Az évtizedek alatt igazolódott a fejpályaudvarok és a várost átszelő vasútvonalak meghagyásáról szóló döntés helyes mivolta is. A főváros korabeli vasút-kiszorítási törekvései által leginkább veszélyeztetett 70-es és 100-as vasútvonalakon csak az elővárosi forgalom keretében vonalanként évente nyolc millió utas lépte át a városhatárt 2016-ban. A közúti átjárók kiváltásával a két közlekedési mód közötti konfliktus nagy mértékben csökkent, ma a közúti közlekedést már nem a vasút, hanem – paradox módon – maga a közúti közlekedés akadályozza leginkább.

## Az egykori fővárosi halálsorompók és a forgalmas vasútvonalakon átkelést megkönnyítő különszintű műtárgyak
| Budapesti út                            | Keresztezett vasútvonal | Kiváltás ideje     | Kiváltás módja |
| --------------------------------------- | ----------------------- | ------------------ | --- |
| Kőbányai út                             | 100a, 142               | 1941. január 31.   | Vasúti nyomvonal felemelése (Kőbánya alsó)                                                                        |
| Kerepesi út                             | 100a, 142               | 1941. augusztus 5. | Vasúti nyomvonal felemelése                                                                                       |
| Kerepesi út (volt „Százlábú híd”)       | 1, 80, 120, 150         | 1925, 1948         | 1972 előtt közúti/vasúti, utána közúti felüljáró, 2015-2017 között újjáépítve                                     |
| Mogyoródi út                            | 100a, 142               | 1943               | Vasúti nyomvonal felemelése                                                                                       |
| Egressy út                              | 100a, 142               | 1943               | Vasúti nyomvonal felemelése                                                                                       |
| Thököly út                              | 100a, 142               | 1948. június 18.   | Vasúti nyomvonal felemelése (Zugló)                                                                               |
| Újpalotai út–Szent László út            | 2                       | 1954–1957          | Béke úti aluljáró                                                                                                 |
| Hungária körút                          | 2, 70, 71, 100a, 142    | 1967–1969          | Közúti felüljáró a Városligeti elágazásnál (1985-ben kiszélesítve)                                                |
| Gyáli úti felüljáró                     | 1, Körvasút             | 1996               | Közúti felüljáró (M5-ös autópálya bevezető szakasz)                                                               |
| Kacsóh Pongrác út                       | 100a, 142               | 1970               | Közúti felüljáró a Városligeti elágazásnál (1982-ben két szélsővel kibővítve)                                     |
| Hungária körút                          | 1, 80a, 120a            | ?                  | Közúti aluljáró („Dohánygyári aluljáró”, 1997–1999 között kibővítve)                                              |
| Sibrik Miklós út                        | 100a, 142               | 1978               | Kőbánya-Kispesti közúti felüljáró                                                                                 |
| Ferihegyi repülőtérre vezető út         | 100a, 142               | 1940–1943, 1986    | Kőbánya-Kispesti közúti felüljáró (Az új miatt felhagyott, 1943-ban épült régi felüljárót 2001-ben bontották el.) |
| Csömöri út                              | Körvasút                | 1973               | Újpalotai közúti felüljáró                                                                                        |
| Fogarasi út                             | Körvasút                | 1979               | Közúti felüljáró                                                                                                  |
| M3-as autópálya bevezető szakasz        | Körvasút                | 1978–1980          | Közúti felüljáró                                                                                                  |
| Nagysándor József utcai felüljáró       | H6-os HÉV               | 1970               | Közúti felüljáró (1989-ben szélesebbre újjáépítve)                                                                |
| Ócsai út                                | 150                     | 1972–1974          | Közúti felüljáró                                                                                                  |
| Grassalkovich úti felüljáró             | H6-os HÉV               | 1974–1976          | Közúti felüljáró (GOH csomópont)                                                                                  |
| Jászberényi út                          | 120a                    | 1972               | Közúti felüljáró                                                                                                  |
| Árpád út                                | 70, 71                  | 1974               | Közúti felüljáró                                                                                                  |
| Szentendrei út (Mozaik utcai felüljáró) | H5-ös HÉV               | 1978               | Közúti felüljáró (A Bogdáni úti kereszteződésben 1968-ban épült ideiglenes felüljárót váltotta ki.)               |
| Egérút                                  | 1, 30a, 40a             | 1988               | Közúti aluljáró                                                                                                   |
| Leányka utcai felüljáró                 | 30a, 40a                | 1965–1967          | Közúti felüljáró                                                                                                  |
| Nagyszőlős utcai felüljáró              | 1, 30a, 40a             | 1965–1966          | Közúti és vasúti felüljáró                                                                                        |
| Vilmos utcai felüljáró                  | 30a, 40a                | 1992               | Közúti felüljáró                                                                                                  |
| Növény utcai aluljáró                   | 30a, 40a                | 2019               | Közúti aluljáró                                                                                                   |
| Keresztúri út                           | 80a                     | 1987               | Közúti felüljáró                                                                                                  |
| Cinkotai út                             | 80a                     | 2018–2020          | Közúti felüljáró                                                                                                  |
| Tarcsai út                              | 80a                     | 2018–2020          | Közúti felüljáró                                                                                                  |
| Bécsi út                                | 2                       | 2012–2016          | Közúti felüljáró                                                                                                  |
| Pomázi út                               | 2                       | 2012–2016          | Közúti felüljáró                                                                                                  |
| Méta utcai felüljáró                    | 142                     | 1999–2000          | Közúti felüljáró                                                                                                  |
| Szegedi út (Teleki Blanka utca)         | 2, 70, 71               | megmaradt          | |
| Kőér utca                               | 100a, 142               | megmaradt          | |

## Megjelenésük az irodalomban
- Moldova György Hosszú Türelem Sorompójának nevezi azt a Városligethez közeli sorompót, amelyen át H. Kovács közlekedett a 77-es busszal a Fradi-ifi meccseire Angyalföldre vagy Újpestre. H. Kovács történeteiből. Az eltörött csavar. Inː Magyar atom. Budapest, 1978. 221.